# Ullibarri de Araca
Ullibarri de Araca es un despoblado que actualmente forma parte de los concejos de Miñano Mayor y Miñano Menor, que están situados en el municipio de Vitoria, en la provincia de Álava, País Vasco (España).

## Toponimia
A lo largo de los siglos ha sido conocido con los nombres de Hulivarri Araca, Hullivarriaraca, Hurivarri, Ullibarri-Araca y Ullibarri de Araa.

## Historia
Documentado desde 1025 (Reja de San Millán), fue una de las aldeas que Alfonso XI agregó a Vitoria en 1332. Se desconoce cuándo se despobló.
El lugar aparece descrito en el decimoquinto volumen del Diccionario geográfico-estadístico-histórico de España y sus posesiones de Ultramar de Pascual Madoz con las siguientes palabras:

ULLIBARRI ARACA: desp. en la prov. de Alava, part. jud. de Vitoria, ayunt. de Ali, térm. de Miñano mayor, hácia la parte que confina con Miñano menor, donde existe una ermita titulada de San Andrés, la cual fue igl. del antiguo l.
(Madoz, 1849, p. 213)